# Erich Kessler (Politiker)
Erich Kessler (* 21. April 1955 in Villach) ist ein österreichischer ÖBB-Beamter und Politiker (SPÖ). Kessler war von 2007 bis 2009 Abgeordneter zum Kärntner Landtag und von 2003 bis 2021 Bürgermeister von Arnoldstein.

## Ausbildung und Beruf
Nach seiner schulischen Ausbildung absolvierte Kessler von 1970 bis 1973 eine Lehre zum Speditionskaufmann bei der Firma Treu, Intern. Transporte und Spedition in Arnoldstein und war in der Folge dort als Angestellter tätig. Kessler absolvierte von Juli 1974 bis Februar 1975 den Präsenzdienst in der Lutschounigkaserne in Villach und begann ab 1. November 1975 eine Beschäftigung bei den Österreichischen Bundesbahnen unter anderem am Bahnhof Arnoldstein.

## Politik
Kessler wurde 1985 in den Gemeinderat von Arnoldstein gewählt und war ab 1989 Mitglied des Gemeindevorstands. 1997 wurde er zum Zweiten Vizebürgermeister, am 9. März 2003 zum Bürgermeister gewählt. Am 17. Juli 2008 rückte Kessler für Peter Kaiser in den Landtag nach. Kessler ist Mitglied des Bezirksparteivorstandes der SPÖ Villach Stadt und Land.
2021 folgte ihm Reinhard Antolitsch als Bürgermeister von Arnoldstein nach.

## Privates
Kessler ist verheiratet und hat zwei Kinder. Da er es als Bürgermeister von Arnoldstein nicht weit über die Grenze nach Italien hat, macht er mit seiner Familie gerne Tagesausflüge und Urlaube im nahen Süden.

## Auszeichnungen
- 2021: Großes Goldenes Ehrenzeichen des Landes Kärnten[4]